# Voivodato di Serbia e Banato di Temes
Il voivodato di Serbia e Banato di Temes (tedesco: Woiwodschaft Serbien und Temescher Banat, serbo: Војводство Србија и Тамишки Банат) o semplicemente Gran voivodato di Serbia, fu una provincia dell'Impero austriaco esistente dal 1849 al 1860.

## Storia
Il voivodato venne formato con decisione dell'imperatore austriaco nel novembre del 1849 dopo le rivoluzioni del 1848/49. Esso venne costituito in accordo coi privilegi concessi ai serbi dall'imperatore asburgico nel 1691, riconoscendo i diritti dei Serbi all'autonomia territoriale in seno alla monarchia asburgica.
Esso era composto dalle regioni del Banato, della Bačka e del nord della Sirmia con le municipalità di Ilok e Ruma. Un governatore austriaco con sede a Temes governava l'area, mentre il titolo di voivoda apparteneva all'imperatore stesso. Anche dopo l'abolizione del voivodato, l'imperatore continuò a portare il titolo di voivoda sino alla fine della monarchia austro-ungarica nel 1918.

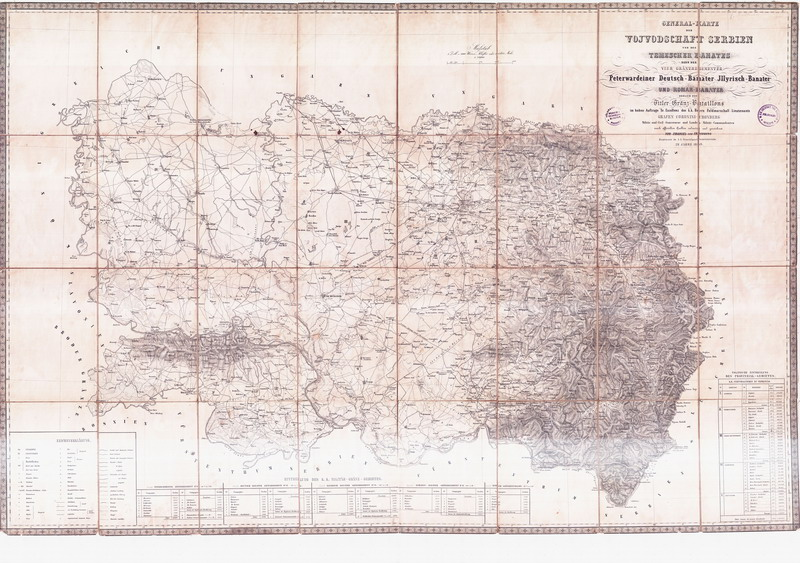
Mappa del voivodato nel 1853.

Nel 1860 il voivodato di Serbia ed il Banato di Temes vennero aboliti e gran parte del territorio (il Banato e la Bačka) vennero incorporati nel Regno d'Ungheria asburgico, passato poi al diretto controllo ungherese dopo la firma del compromesso austro-ungarico del 1867, quando il Regno d'Ungheria ottenne l'autonomia pur rimanendo all'interno dell'impero austriaco. A differenza del Banato e della Bačka, nel 1860 la Sirmia venne incorporata nel Regno di Slavonia, altro territorio della corona asburgica. Il regno di Slavonia successivamente venne unito al Regno di Croazia a formare il nuovo Regno di Croazia e Slavonia che entrò a far parte delle Terre della Corona di Santo Stefano nel 1868, a sua volta stato costituente dell'Impero austro-ungarico.

## Geografia antropica

### Suddivisioni amministrative
In un primo momento, il voivodato venne diviso in due distretti: 
1. Batschka-Torontal (Bačka-Torontal)
2. Temeschwar-Karasch (Timișoara-Caraș)

Successivamente, esso venne diviso in cinque distretti:
1. Großbetschkerek / Veliki Bečkerek
2. Lugosch / Lugoj
3. Neusatz / Novi Sad
4. Temeschwar / Timişoara
5. Zombor / Sombor

## Governanti
Gran Voivoda:
- Francesco Giuseppe I, (1849–1916); dal 1849 al 1860 fu voivoda effettivo, dal 1860 al 1916 lo fu a livello onorifico.
- Carlo I, (1916–1918), voivoda onorifico.

Governatori:
- Ferdinand Mayerhofer, governatore (1849–1851).
- Johann Coronini-Cronberg, governatore (1851–1859).
- Josip Šokčević, governatore (1859–1860).
- Karl Bigot de Saint-Quentin, governatore (1860).